# 古代日本の戸籍制度
古代日本の戸籍制度（こだいにほんのこせきせいど）は、飛鳥時代に撰定・編纂された律令による人民把握のための戸籍。主なものに庚午年籍（こうごのねんじゃく）や庚寅年籍（こういんのねんじゃく）があげられる。
正倉院文書に古代の戸籍の一部が残されている。また近年、漆紙文書のかたちで秋田城跡や多賀城跡、下野国府跡など地方の城柵遺跡や官衙から、戸籍木簡としては周防国府などで出土しており、赤外線による解読作業がおこなわれている。
このうち庚午年籍は、670年（天智9年／庚午の年）につくられた戸籍。古代においては、一般の戸籍は6年ごとに作成され、30年を経ると廃棄される規定であったが、庚午年籍は永久保存とされた。しかも、この年が『近江令』施行の年でもあったから、これにならってつくられたものである。

## 戸籍のはじまり
造籍に関する古い例としては、
540年（欽明元年）八月の条「秦人（はたひと）・漢人（あやひと）等、諸蕃（となりのくに）より投化せる者を召し集へて、国郡に安置し、戸籍（へのふみた）に編貫す。秦人の戸数七千五十三戸、大蔵掾（おおくらのふびと）を以て、秦伴造（はたのとものみやつこ）となす」（『日本書紀』）。とあり、欽明朝頃にはまず渡来人を戸籍によって支配したことが窺われる。
569年（欽明30）の春正月に、詔で吉備の白猪屯倉（しらいのみやけ）では、年齢が十歳あまりに達しているのに、籍に漏れているために賦課を免ぜられている者が多い。膽津（いつ）を遣わして田部の丁籍を検定せよと述べた。4月になって、膽津は詔に述べられているとおりによく丁（よほろ）を調査して籍を定め、田戸を編成したので、その功をほめて白猪史（しらいのふひと）の姓を賜い、田令（たづかい）に任じた（『日本書紀』）。丁籍は、課役を負担する成年男子のみを記載した。田戸は、田部を編成して丁籍よりも正確な戸籍を造ったのか。はじめに籍を造っただけで、後は定期的に籍を作成することもなかったらしいので、このような不具合が生じたらしい。
さらに574年（敏達3）十月の条に、大臣の蘇我馬子を吉備に遣わし、白猪屯倉と田部とを増益して、その田部の名籍を膽津に授けたとある（『日本書紀』）。
名籍は、胆津が新しく造ったもので、後の戸籍・計帳に近いものか。これらは渡来系集団や屯倉の田部などの造籍であり、すべての人民を対象とする律令制の戸籍制とは異なる。

## 庚午年籍
646年（大化2）改新の詔を発布して今後の政治改革の方針を示した（しかし、今日では改新の詔は後世作られたものとするのが通説である）。
647年（大化3）から664年（天智3）までの間に一括投棄された飛鳥京の木簡に「白髪部五十戸、◎十口」とある。◎は｢師｣の旁が｢皮｣の文字（鍬）｡五十戸を単位として行政的に把握する試みが進められていたことを示している。この統一的造籍、行政的村落把握を実施するには、体系的な法が必要である。弘仁格式序に「天智天皇元年に至り、令二十二巻を制す、世人所謂近江朝廷之令也」と伝える。これがいわゆる近江令である。
明日香の石神遺跡から「（表）乙丑年十二月 三野国ム下評 （裏）大山五十戸造 ム下部知ツ」と記された木簡が出土した。これによって、庚午年籍よりも前の665年に、評里（五十戸）制が施行されており、おそらくは造籍のなされていたであろうことが明らかとなった。常陸国風土記などによれば、立評作業が大化5年（649年）と白雉4年（653年）に行われており、『日本書紀』白雉3年4月の「是の月、戸籍を造る。凡そ五十戸を里とし、里ごとに長一人」という記事も、一概に捨てがたい。
『日本書紀』には670年（天智9）二月条に「戸籍を造り、盗賊と浮浪とを断ず」とみえる。これが日本で最初の全国的な戸籍で「庚午年籍」とされる。畿内はもちろん、西は九州から東は常陸、上野まで造籍の実施されたことを示す。氏姓を確定する台帳の機能を果たしたものと思われる。
「庚午年籍」は現存しておらず、全国的に全ての階層の人民を対象にして造籍したのかどうかも疑われている。つまり、氏や姓を持つ首長や豪族の民までも把握できたのかということである。しかし、その後の六国史の記事で、かなり下層の人々の改姓訴訟や、あるいは良賤訴訟の際にも、庚午年籍が証拠として参照されている。また、承和6年（839年）には、左右京職并びに五畿内七道諸国に、庚午年籍を写し進ることが命ぜられ、それらが中務省の庫に納められたところをみると、初めての全国（当時の）全階層の戸籍としてよいようである。

## 庚寅年籍
681年（天武10）に飛鳥浄御原令の編纂が開始され、689年（持統3）になってようやく飛鳥浄御原令ができあがった。その戸令（こりょう）に基づいて690年（持統4）に全国的な戸籍の庚寅年籍が作成された。人民を地域により編成するという作業はほぼ完了し、692年（持統6）には、庚寅年籍に基づく口分田の班給が、畿内で開始された。同時に全国でも班田収授法が施行されたと推測される。令に則った戸籍を介して個別に人身を把握して、個別人身支配が始まったのである。
この時代の戸籍としては、702年に作成された半布里戸籍が現存している。
『続日本紀』宝亀10年（779年）6月13日条に「庚午の年より、大宝二年（702年）に至る四比の藉」とあることからも、この年籍以降、六年ごとの造籍がなされるようになったと考えられる。同戸籍は、その後の六年に一度作成するという「六年一造」の造籍の出発点になっただけでなく、五十戸一里を基準に行政的に戸を編成して、その戸内の家族（戸口）の名、年齢、戸主との続柄などを詳述したことによって、個々の家族構成を直接的に把握することを可能にし、それを基に班田収授を行い、人頭課税をする台帳の機能も果たした。また、良賤身分を定める原簿の機能を付随するようになったようである。
庚寅年籍は現存しないが、2012年、大宰府から、次の戸籍（696年）を作成するための、庚寅年籍以降の異動を記した木簡が出土した。正倉院文書（紙背文書）に含まれる最古の戸籍は702年（大宝2年）のものである（正倉院から流出した文書もある）。当時の家族形態などを具体的に知ることが出来る。

## 計帳と課役
戸籍と同じように、律令時代の人口（人頭）を知ることの出来る史料として、計帳がある。計帳は、課役を徴収するための基本台帳である。毎年作成された。そこには人口、性別、年齢から一人ひとりの身体的特徴までが里長（郷長）によって書き上げられていた。国ごとにまとめられて調（ちょう）、庸（よう）、雑徭（ぞうよう）、軍役など、課役賦課の基本台帳とされた。
計帳の作成には、三段階あり、三種の文書が出来上がった。一を手実（しゅじつ）、二を歴名（れきみょう）、三を目録という。
手実とは、戸主が作成し、毎年六月末日までに京職や国司に提出する申告書である。戸主以下全戸口の姓名・年齢・続柄を書き上げた文書である。当時の識字層からみて、郡司や里長が手実の作成を代行する場合も多かったであろうと推測される。この手実に基づき、官司では歴名・目録が作成された。
歴名はちょうど戸籍のように、各戸の手実の内容を一里（五十戸）分列挙して、一巻の帳簿に編成したものである。各戸ごとに負担すべき調庸額が記録され、おそらく里全体の調庸額も記録され、前年との戸口の異同が詳細に示されていた点が戸籍と異なる。
目録は、具体的な戸の内容を記載していない。数字だけの統計文書である。一国及び各郡の戸数・口数が課役負担の有無を基準として詳細に集計され、前年度との異同、及びその年の調、庸額が示される。令規定に毎年八月末日までに京に進上するべく義務づけられた計帳とはこの目録を指し、京都ではこれによって毎年の歳入予定を知るとともに、全国の口数、特に課口数を掌握していたのである。なお歴名の作成・京に進上の規定は令にはない。
成年男子の21歳から60歳までを正丁（せいてい）といい、課役の対象となった。
調は、その地域の特産物で、一定量の絹、絁、糸、綿、布などの繊維製品、塩、鰒、海藻、堅魚などの海産物や鉄、それに調副物として油、染料、海産物、山の幸など、様々な物品から成っていた。
庸は、年10日京都へ出て使役される歳役の代納物である。
しかし平安時代に差し掛かると、課役を逃れるため虚偽の戸籍が横行した（例：備中国邇磨郷など）。

## 戸籍と紙背文書
戸籍は令に拠れば30年の保管が行われた後に廃棄されることとなっていたが、当時の紙は大変貴重品であったために、実際には廃棄されずに他の官司や官寺などに回されて、裏面を再利用するのが一般的であった（紙背文書）。東大寺写経所の帳簿類を主とする正倉院文書の中にはこうした戸籍の紙背を再利用したものが含まれている。これらは正倉院の宝物そのものとは別の意味で歴史学者に多くの貴重な情報を提供している。半布里戸籍も裏面が写経関係の書類に転用されたため、現代に残ることとなった。

## 終焉
戸籍の改製は10世紀頃まで行われ、平安中期の延喜年間に編まれた戸籍が現存している。しかし三世一身法から墾田永年私財法の制定によって律令制が後退し更に有力貴族や寺社による荘園制の成立により、戸籍改製の必要性が薄れ全国的な改製が行われなくなった。現存する古代籍帳では、寛弘元年(1004年)に作成された讃岐国大内郡入野郷の戸籍が最も時期が遅いものとなっている。但し平安・鎌倉から室町時代を通じて、荘園内部や国衙領で戸籍に相当する領民把握が行われていたという見方もある。

## 関連年表
- 485年（顕宗元）狭狭城山君韓袋宿祢、皇子押磐を殺すことに連坐す。陵戸に充て、籍帳より削除す。
- 540年（欽明元）秦人漢人等の諸蕃で投化せる者を召し集め、国郡に安置して、戸籍に編貫す。秦人の戸数惣じて七千五十三戸。
- 569年（欽明3）王辰爾の甥の胆津を遣わして、白猪屯倉の田部の丁籍を検定す。胆津に白猪史の姓を賜い、田令に任ず。葛城山田直瑞子の副とす。
- 574年（敏達3）蘇我馬子大臣を吉備国に遣わして、白猪屯倉と田部を増益し、田部の名籍を白猪史胆津に授く。
- 645年（大化元）いわゆる東国国司と倭の六県等に、戸籍を作り、及び田畝を校することを命ず。
- 646年（大化2）改新之詔の其三に「初めて戸籍計帳、班田收授之法を造る。凡そ五十戸を里とし、里ごとに長一人を置く」とある。
- 652年（白雉3）戸籍を造る。凡そ五十戸を里とし。里ごとに長一人。凡そ戸主は皆、家長を以てこれとす。
- 658年（斉明4）この歳、造籍年。
- 663年（天智2）法隆寺の幡に「癸亥年山部五十戸婦」。
- 664年（天智3）この歳、造籍年。冠位階名、及び氏上、民部・家部等の事を定む。この年以前作成の飛鳥京出土木簡に「白髪部五十戸、◎十口」。
- 665年（天智4）石神遺跡出土の木簡に「大山五十戸造」。
- 670年（天智9）戸籍を造り、盗賊と浮浪を断つ。いわゆる庚午年籍。
- 681年（天武10）飛鳥浄御原律令の編纂を開始する。
- 689年（持統3）諸司に令一部二十二巻（飛鳥浄御原令）をわかつ。八月、戸籍の作成、浮浪人を取り締まる。
- 690年（持統4）九月、戸令により庚寅年籍を造る。
- 691年（持統5）三月、良・賤身分を区別する規定を定める。四月、解放された奴婢の身分を庚寅年籍で確定する。十月陵戸の制を定める。
- 692年（持統2）畿内で口分田の班給を開始する。全国的にも行われた。九月、班田大夫を四畿内に遣わす。
- 693年（持統7）一月、百姓に黄色衣、奴に黒衣を着させる。三月、桑・紵・梨・栗などの栽培を奨励し、五穀の助けとする。
- 694年（持統8）藤原京に都を移す。
- 697年（文武元）持統天皇譲位し、文武天皇即位する。
- 700年（文武4）三月、王臣に令文を読習させる。律条を撰定する。諸国の牧地を定め、牛馬を放牧する。六月、刑部親王・藤原不比等等に、大宝律令を撰定させる。
- 701年（大宝元）六月、新令によって政治を行う。八月、律令の選定を完成する。明法博士を西海道以外の六道に派遣し、新令を講義させる。
- 702年（大宝2）大宝律を天下にわかつ。七月、新律を講義する。十月、大宝律令を諸国に領下する。十二月、持統太上天皇崩御する。御野･筑前･豊前・豊後国戸籍が現存。
- 703年（大宝3）庚午年籍を戸籍の原簿とし、改変を禁止する。
- 706年（慶雲3）田租の法を定め、町別十五束（成斤の束）にする。
- 708年（和銅元）陸奥国戸口損益帳現存。
- 710年（和銅3）平城京に遷都する。
- 711年（和銅4）諸司に律令を励行させる。
- 713年（和銅6）度量・調庸・義倉等に関する五条の事を定める。四月、丹後・美作・大隅の三国を建てる。五月、郡・郷名に好字をつけさせる。
- 715年（和銅8）五月、逃亡三ヶ月以上の浮浪人に、逃亡地で調庸を課する。
- 717年（霊亀3）里を郷に改め、郷を二・三の里に分ける（郷里制）。四月、百姓の違法の出家を禁じ、行基の活動を禁圧する。五月、大計帳・青苗簿・輸租帳などの式を諸国に領下する。五月、能登・安房・石城・石背の四国を建てる。国別の衛士数を定める。この年、藤原不比等らに命じて、律令を撰定する。（養老律令）
- 719年（養老3）天下の民戸に陸田を給する。
- 721年（養老5）下総国戸籍現存。
- 727年（神亀4）造籍年。
- 733年（天平5）造籍年。
- 739年（天平11）造籍年。郷里制廃止。
- 758年（天平宝字2）以後、養老令により造籍。
- 902年（延喜2）阿波国戸籍現存。
- 908年（延喜8）周防国戸籍現存。
- 998年（長徳4）国郡郷未詳戸籍現存。
- 1004年（寛弘元）讃岐国戸籍現存。